# Martina Schöne-Radunski

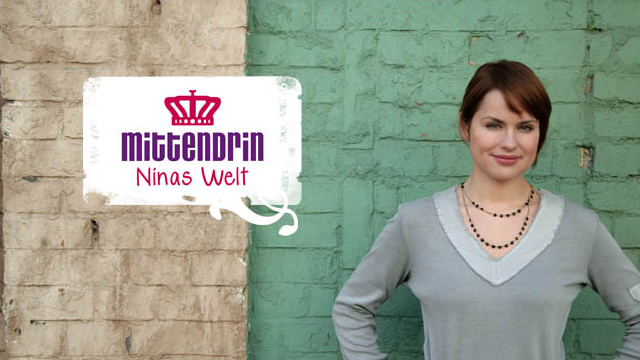
Martina Schöne-Radunski als Nina in Ninas Welt.

Martina Schöne-Radunski (* 1986) ist eine deutsche Schauspielerin.

## Werdegang
Schöne-Radunski hatte ihre erste Hauptrolle in der Webserie Ninas Welt als Nina Weber an der Seite von LaFee. Ihre erste Zusammenarbeit mit Tom Lass hatte sie in dem Film Papa Gold, wo sie in einer Nebenrolle zu sehen ist. Es folgten weitere Engagements in Tom Lass’ Filmen wie Kaptn Oskar im Jahr 2013 und Blind & Hässlich im Jahr 2017. Für ihre schauspielerische Leistung in Kaptn Oskar erhielt Schöne-Radunski den Seymour-Cassel-Award auf dem Internationalem Filmfest Oldenburg. Es folgten Auftritte in Kurzfilmen und in der Fernsehsendung Löwenzahn als Dachdeckerin. Des Weiteren war Schöne-Radunski im dreiteiligen Fernsehfilm Ku’damm 56 in einer kleinen Rolle als Sissi zu sehen. Im Jahr 2016 wirkte sie in der Hauptrolle als Nina in der Verfilmung So was von da  mit, wobei Tom Lass’ Bruder Jakob Lass Regie führte, mit dem sie bereits 2011 bei dem Film Frontalwatte zusammenarbeitete. Der Film kam 2018 in die deutschen Kinos.
Unter der Regie von Irene von Alberti besetzte sie eine der drei Hauptrollen im Film „Der Lange Sommer der Theorie“ (2017).
Mit dem Regisseur Philipp Eichholtz drehte sie die Filme „Luca Tanzt Leise“ (2015) und „Kim Hat Einen Penis“ (2018), jeweils in der Titelrolle.
Sie ist auch musikalisch aktiv und als Sängerin und Gitarristin bei der Band Cuntroaches (Skin Graft Records) auf der Bühne.

## Filmografie (Auswahl)
- 2006: Ninas Welt (Webserie, 78 Episoden)
- 2008: Lass mal los (Kurzfilm)
- 2011: Papa Gold
- 2013: Kaptn Oskar
- 2014: Löwenzahn (Fernsehserie, Episode 33x12 Glück – Das große Los)
- 2015: Pitter Patter Goes My Heart (Kurzfilm)
- 2015: German Angst
- 2016: Luca tanzt leise
- 2016: Food First (Kurzfilm)
- 2016: Ku’damm 56 (dreiteiliger Fernsehfilm)
- 2017: Blind & Hässlich
- 2018: Kim hat einen Penis
- 2018: So was von da
- 2020: Bis wir tot sind oder frei
- 2021: SOKO Potsdam (Fernsehserie, Folge: Wenn es dunkel wird)
- 2022: Lauchhammer – Tod in der Lausitz (Fernsehserie, 6 Folgen)
- 2023: SOKO Leipzig (Fernsehserie, Folge: Der letzte Wille)
- 2024: Sterben für Beginner (Fernsehfilm)
- 2024: Jenseits der Spree (Fernsehserie, Folge: „Letzte Rettung“)

## Auszeichnungen & Nominierungen
- 2013: Seymour-Cassel-Award für ihre Darstellung in Kaptn Oskar
- 2014: Nominierung beim Deutschen Schauspielpreis als Beste Nachwuchsdarstellerin für schauspielerischen Leistung in Kaptn Oskar
- 2016: Max-Ophüls-Nominierung als Beste Darstellerin für Luca tanzt leise
- 2024: German Independence Award (Originality, Daring and Audacity) beim Internationalen Filmfest Oldenburg für Flieg Steil